# Chaambi FM
Chaambi FM (arabe : الشعانبي أف أم) est une station de radio généraliste privée de Tunisie. Elle émet principalement dans la région de Kasserine. Son nom renvoie à un sommet montagneux, le djebel Chambi.
Basée dans ses studios de Kasserine, elle est fondée par Mokhtar Tlili le 7 janvier 2011. Elle obtient sa licence de diffusion de la HAICA le 18 février 2015.
Devant le non-respect par la radio de son cahier de charges, notamment en ne diffusant que de la musique, et devant les difficultés financières annoncées par Tlili, la HAICA décide le 22 juin 2017 de retirer la licence de diffusion de la radio.